# Modesto Freites
Modesto Antonio Freites Piñate (Camaguán, estado Guárico, Venezuela, 1939-San Juan de los Morros, Venezuela, 29 de agosto de 2003) fue un economista, político y empresario venezolano.

## Biografía
Militó en el partido  político Acción Democrática y llegó a desempeñar varios cargos ejecutivos en el gobierno de Venezuela, como jefe de la Oficina Central de Estadística e Informática (1977); director general de Estadísticas y Censos Nacionales del Ministerio de Fomento (1977); ministro interino de la Familia (1987) y ministro interino de Fomento (1988). En 1987, el presidente Jaime Lusinchi lo designa ministro de Estado, Jefe de CORDIPLAN (Oficina de Coordinación y Planificación de la Nación, organismo antecesor del actual Ministerio de Planificación), cargo que ocupó hasta el final de la presidencia de Lusinchi. Fue elegido senador al desaparecido Congreso Nacional en representación de su Estado natal y ejerció además como Director Principal en la directiva de la Corporación Venezolana de Guayana y miembro del Directorio del Banco Central de Venezuela.
Freites fue el primer gobernador del Estado Guárico electo por votación popular en 1989, aunque ya había ejercido ese cargo con anterioridad en 1985, habiendo sido designado en esa oportunidad por el presidente Lusinchi. Su elección tuvo el matiz particular de haber tenido lugar en momentos en que se encontraba privado de libertad debido a una medida cautelar, relacionada con el caso RECADI y librada días antes de los comicios, el 29 de noviembre de 1989, por el Tribunal Superior de Salvaguarda del Patrimonio Público, medida que se hizo extensiva a otros miembros -unos 25 en total- del gabinete ejecutivo de Lusinchi, quien ya para entonces había dejado la presidencia de la República. Tal medida fue revertida casi 3 meses después, tras haberse detectado inconsistencias en la causa acusadora y aceptado pruebas de que Freites en realidad no había participado en los hechos de los cuales estaba siendo imputado, permitiéndole asumir el cargo de Gobernador.
Durante su gestión como gobernador, se modernizó el Hospital de San Juan de los Morros, aunque en el área agrícola -primera actividad económica de esa región- tuvo que enfrentar las consecuencias de la apertura económica ejecutada durante el segundo gobierno de Carlos Andrés Pérez, que resultaron altamente negativas durante los dos primeros años de su puesta en marcha.

## Muerte
Falleció el 29 de agosto de 2003 cuando la avioneta particular en la que se desplazaba se precipitó sobre uno de los patios de la Penitenciaría General de Venezuela, ubicada en la ciudad guariqueña de San Juan de los Morros. Freites viajaba acompañado por el diputado (también de Acción Democrática) Juan Freitas y se dirigían a Valle de la Pascua para asistir a un programa radial donde promocionarían el Guariqueñazo, una concentración política convocada para solicitar un referendo revocatorio contra el presidente Hugo Chávez.
Al parecer, minutos después de despegar del aeropuerto de San Juan de los Morros, la aeronave presentó fallas en uno de los motores, por lo cual el piloto Jesús Suárez tuvo que regresar pero perdió el control de la nave y colisionó contra una estructura metálica situada en terrenos del recinto penal -adyacente a la pista de aterrizaje-. Los tres ocupantes perdieron la vida en el suceso.